# Harold Macmillan
Maurice Harold Macmillan, 1er Conde de Stockton (Londres, Inglaterra, 10 de febrero de 1894-ibidem, 29 de diciembre de 1986) fue un político conservador británico, primer ministro del Reino Unido de 1957 a 1963.

## Primeros años
Cursó estudios en el Eton College y en la Universidad de Oxford. Sirvió en las Grenadier Guards en la Primera Guerra Mundial, y fue herido en las batallas de Loos y Flers-Courcelette. Después la guerra, ingresó a la política, resultando elegido diputado por el Partido Conservador para la Cámara de los Comunes en 1924, donde estuvo hasta 1929 y de nuevo desde 1931 hasta 1963.

## Segunda Guerra Mundial y Guerra Fría
En el transcurso de la Segunda Guerra Mundial desempeñó varios cargos en el gobierno del primer ministro Winston Churchill, entre los que se cuentan el de ministro de Suministros (1940-1942) y el de subsecretario de Estado para las Colonias (1942). Posteriormente, fue ministro en las carteras de Vivienda (1951-1954), Defensa (1954-1955), Asuntos Exteriores (1955) y Hacienda (1955-1957). 
Cuando el primer ministro Anthony Eden dimitió en enero de 1957, ocupó su lugar. Partidario de las negociaciones Este-Oeste, visitó al primer ministro soviético Nikita S. Jruschov en Moscú en 1959; además, contribuyó al cambio del orden mundial tras impulsar la descolonización de África. Pese a que bajo su mandato Reino Unido disfrutó de un periodo de prosperidad y se reanudaron las relaciones con Estados Unidos, fracasó en su intento de introducir a Reino Unido en la Comunidad Económica Europea; y en 1963 su Gobierno quedó debilitado por el escándalo relacionado con la vida privada del secretario de Defensa John Profumo. Dimitió en octubre de ese año.
Andréi Gromyko, ministro de Asuntos Exteriores de la URSS entre 1957 y 1985, tuvo diversos encuentros con Macmillan. En 1989 publicó sus memorias donde destacó la falta de entendimiento entre los gobiernos de ambos países:

El mandato de Macmillan como Primer Ministro fue típico de la guerra fría. Durante su visita a la Unión Soviética en febrero-marzo de 1959, se entrevistó con el jefe del gobierno soviético, N. S. Jruschov, y yo, como Ministro de Exteriores, estuve presente. El tema fundamental del programa fue, naturalmente, la situación en Europa, las relaciones entre las dos Alemanias, la remilitarización de Alemania Oeste y las relaciones Este-Oeste. En casi todas las reuniones se trataron los temas de la carrera armamentista y el desarme, y la postura británica, expuesta por Macmillan, excluía la más mínima posibilidad de entendimiento o el más ligero avance.
Andréi Gromyko, Memorias (1988) p.186

Henry Kissinger, secretario de Estado de los Estados Unidos entre 1973 y 1977, publicó en 1994 Diplomacia, donde opina que Macmillan fue el primer ministro británico que debió enfrentarse a la caída de Reino Unido como gran potencia mundial. Lo describe como ejemplo de hombre conservador más propio de la vieja política británica que del mundo de la Guerra Fría:

Macmillan fue el primer ministro británico que tuvo que enfrentarse explícitamente a la penosa realidad de que su país ya no era una potencia mundial. Churchill había tratado con los Estados Unidos y con la Unión Soviética de igual a igual. (...) A lo largo de la crisis de Suez, Eden aún actuó como jefe del gobierno de una gran potencia sustancialmente autónoma, con capacidad de emprender una acción unilateral. Pero cuando Macmillan se enfrentó a la crisis de Berlín, ya no podía sostenerse la ilusión de que Gran Bretaña, por sí sola, tuviese capacidad para modificar los cálculos estratégicos de las superpotencias. (...) Macmillan, un escéptico elegante y cortés, representó el último de los tories a la vieja usanza. Era producto de la época eduardiana, cuando Gran Bretaña era la potencia hegemónica en el mundo y la Union Jack ondeaba virtualmente en todos los rincones del planeta.
Kissinger, Diplomacia (1994) p. 460

En 1984 fue nombrado conde de Stockton.               Falleció el 29 de diciembre de 1986 a los 92 años de edad . Su fallecimiento fue lamentado por diversos sectores políticos . Fue enterrado junto a su esposa Dorothy en el cementerio de una iglesia de Sussex . Su hijo le sucedió en el título de conde de Stockton.

## Libros publicados
Entre sus libros destacan Reconstrucción: alegato para una política nacional (1934), A medio camino (1938) y sus memorias (1966-1973).

## En la cultura popular
En la serie The Crown, es interpretado por el actor británico Anton Lesser.